# Trignalのキラキラ☆ビートR
『Trignalのキラキラ☆ビートR』（トリグナルのキラキラビートアール）は、2012年6月6日からアニメイトタイムズで配信されているインターネットラジオ番組。

## 概要
Kiramuneレーベルの最新情報を中心に、Trignalの3人の仲良しトークをお届けする番組。
公開録音&トークイベント『キラキラ☆ビートRフェスタ』が年2回程行われている。通称「ビーフェス」。
2011年4月10日から2012年4月1日まで、毎週日曜日22:30 - 23:00、ラジオ大阪、Kiramune公式HP、ニコニコ生放送（第9回から）でも同時配信されていた、Kiramune Presents『江口拓也と木村良平と代永翼のキラキラ☆ビート』のリニューアル番組。
- コーナー
  - 「ふつおた」 - コーナー以外に届いたふつうのおたよりを紹介。
  - 「スポットライトが眩しくて」 - 日常の中でリスナーがスポットライトを浴びた瞬間を報告し、各メンバーがキラキラしているかを判定。
  - 「ギラギラG面　太陽に叫べ」 - キラキラしていないキラキラルール違反をリスナーに報告してもらい、有りか無しで取り締まるコーナー。
  - 「キラキラコンシェルジュ」 - リスナーから依頼された要望や相談、その他さまざまなわがままに応える。
  - 「Trignalのキラメロミックス」 - お題となるシチュエーション毎にキラキラでメロメロなフレーズを募集し、各メンバーが読み上げるコミュニケーションプレイコーナー。各フレーズはアニメロミックスの着ボイスとして配信。

また、『Trignalのキラキラ☆ビートR 携帯版』が2012年6月13日から2013年6月26日まで声優アニメイトにて配信されていた。第2・4水曜日の月2回更新で、毎回メンバーの誰かが交代でパーソナリティを務めた。

## コーナー

### 現在行われているコーナー
今週のスポットライト
リスナーから寄せられた身の回りで起こった、キュンとした出来事、感動した出来事、嬉しかった出来事など、キラキラエピソードをオープニングで紹介する。
フリートーク
Trignalの3人が当番でフリートーク。
ふつおた
コーナー以外に届いたふつうのおたよりを紹介する。
オーシャンズ3
マフィアのボス・木村良平とそのファミリー「オーシャンズ3」の3人が使用するお題を、ファミリーならぴったり意見を合わせることができるはず…ということで「◯◯といえば？」の形でお題をリスナーから募集し紹介する。
無責任戦隊サンレンジャー
全国の迷える乙女達の悩みを、3人が無責任に解決する。
僕の細道
リスナーからお題を募集し、Trignalの3人がそれぞれ「上の句」「中の句」「下の句」を担当して川柳を作ろう、というコーナー。

### 過去のコーナー
Trignalのなんでもスリートップ
リスナーやKiramuneアーティストから寄せられたテーマに沿ってベスト3を決めるコーナー。
お悩み相談ホストクラブ
リスナーの悩みをメンバー3人がホストとなり聞くコーナー。要望なら指名も可能。
イケメン大喜利
お題にのっとりリスナーからのイケメンな答えを発表。
劇団キラキラ・シアター
リスナーから寄せられたトキめくシチュエーションを元に、メンバーが即興で演じるエチュード企画。
キラキラ☆男気塾
塾生（リスナー）から「男気」を募集し発表していくコーナー
みんな、Trignalのせい
日常の出来事を全部「Trignal」のせいにするコーナー。
ファミリー列伝
リスナーの家族や親戚にまつわる面白エピソードを紹介。
ギラギラGメン 太陽に叫べ！
リスナーの皆から、身の回りで見つけたキラキラしていないキラキラルール違反な出来事を紹介し、ルール違反かどうか取り締まるコーナー。
スナック翼
ここはお悩み駆け込み寺、『スナック翼』。人には言えない悩みを抱えた乙女が、翼ママにアドバイスをもらうコーナー。
白黒つけてやらいでか
リスナーの白黒つけて欲しい悩みを、ツイッターのアンケート機能を使って、Trignalとキラビーリスナーでスパっと白黒つけちゃおうというコーナー。
Trignalのキャッチコピー
リスナーが考えた、Trignalそれぞれのキャッチコピーを紹介。
Trignalの月刊実は…
リスナーが妄想した、Trignalそれぞれのプライベートエピソードを紹介。
Trignalの弱点
リスナーが妄想した、Trignalそれぞれの弱点を紹介。
Trignalことわざ辞典
Trignalの3人が、スマホの予測変換機能を使ってことわざの一部を改変したら、どんな文章になるのかをみてみようという言葉遊びのコーナー。リスナーからも募集し、番組内で出されたお題を予測変換してどんなことわざができたか紹介する。
これが私の自分ルール
アナタが持ってる自分だけのルールをリスナーから募集し紹介する。

## 配信リスト
| 回       | 配信日                       | ゲスト・内容                                                                                          |
| -------- | ---------------------------- | --- |
| 4        | 2012年7月20日                | 岡本信彦                                                                                              |
| 5・6     | 2012年8月1日・15日           | 7月15日「キラキラ☆ビートRフェスタin東京」公開録音                                                     |
| 15・16   | 2013年1月9日・23日           | 12月16日「キラキラ☆ビートRフェスタin東京」公開録音                                                    |
| 17・18   | 2013年2月6日・20日           | 1月13日「キラキラ☆ビートRフェスタin大阪」公開録音                                                     |
| 25・26   | 2013年6月3日・19日           | 5月26日「キラキラ☆ビートRフェスタin東京」公開録音                                                     |
| 27       | 2013年7月3日                 | 柿原徹也（江口欠席）                                                                                  |
| 29       | 2013年8月7日                 | 吉野裕行（代永欠席）                                                                                  |
| 39       | 2014年1月8日                 | 「CONNECTのキラキラ☆ビートR スペシャル」 （Trignal欠席）                                              |
| 41       | 2014年2月5日                 | 1月19日「Trignalのキラキラ☆ビートRフェスタin東京」                                                    |
| 57       | 2014年10月1日                | 吉野裕行（木村欠席）                                                                                  |
| 58       | 2014年10月15日               | 浪川大輔（代永欠席）                                                                                  |
| 59・60   | 2014年11月5日・19日          | 10月12日「キラキラ☆ビートRフェスタin東京」公開録音                                                    |
| 65・66   | 2015年2月4日・18日           | 1月25日「キラキラ☆ビートRフェスタin仙台」公開録音                                                     |
| 67       | 2015年3月4日                 | 神谷浩史（江口欠席）                                                                                  |
| 69       | 2015年4月1日                 | 入野自由                                                                                              |
| 75       | 2015年7月1日                 | キラキラ☆ダンサーズ（TAKURO、HIROMASA、YUMA） （江口欠席）                                            |
| 82       | 2015年10月21日               | 10月3日「キラキラ☆ビートRフェスタin東京」公開録音                                                     |
| 95・98   | 2016年5月4日・6月15日        | 4月17日「キラキラ☆ビートRフェスタin東京」公開録音                                                     |
| 100      | 2016年7月20日                | 浪川大輔                                                                                              |
| 101      | 2016年8月3日                 | 吉野裕行                                                                                              |
| 105      | 2016年10月5日                | 野島健児                                                                                              |
| 107      | 2016年11月2日                | 岡本信彦                                                                                              |
| 110・111 | 2016年12月21日 2017年1月11日 | 12月10日「キラキラ☆ビートRフェスタin東京」公開録音                                                    |
| 118・119 | 2017年4月19日・5月3日        | 4月2日「キラキラ☆ビートRフェスタin東京」公開録音                                                      |
| 121      | 2017年6月7日                 | 岡本信彦                                                                                              |
| 130      | 2017年10月18日               | 浪川大輔・吉野裕行                                                                                    |
| 134・135 | 2017年12月20日 2018年1月10日 | 12月3日「キラキラ☆ビートRフェスタin仙台」公開録音                                                     |
| 143      | 2018年5月2日                 | 柿原徹也（飛び入りゲスト）                                                                            |
| 148・149 | 2018年7月18日・8月1日        | 7月1日「キラキラ☆ビートRフェスタin千葉」公開録音                                                      |
| 161・162 | 2019年2月6日・20日           | 1月20日「キラキラ☆ビートRフェスタin浜松」公開録音                                                     |
| 175・176 | 2019年9月4日・18日           | 8月25日「キラキラ☆ビートRフェスタin東京」公開録音                                                     |
| 184      | 2020年1月22日                | 代永翼が2019年11月、一部活動に制限を設ける事を発表。 次回配信（2月5日）より、暫くお休みする事を報告。 |
| 186      | 2020年2月19日                | 吉野裕行                                                                                              |
| 189      | 2020年4月1日                 | 岡本信彦                                                                                              |
| 190      | 2020年4月15日                | 上村祐翔、吉永拓斗                                                                                    |
|          | 2020年5月6日                 | 2017年1月25日 第112回再配信                                                                           |
| 191      | 2020年5月20日                | 代永翼がMC復活（リモート収録） 2017年5月17日 第120回再配信                                            |

### Kiramuneミュージックリサーチ
2014年はKiramuneが5周年を迎えるメモリアルイヤーということで、Kiramuneメンバーが今までにリリースした楽曲の中から、リスナーが好きな曲に投票しランキングを発表するというスペシャル企画。対象となる曲は2009年から2013年までにリリースされた楽曲。
| アーティスト | 1位                | 2位                     | 3位              |
| ------------ | ------------------ | ----------------------- | ---------------- |
| CONNECT      | Say Hello          | コネ☆セン               | サクラ色         |
| 入野自由     | cocoro             | ZIP ROCK!               | JUMP             |
| 神谷浩史     | ハレのち始まりの日 | For myself              | エンジェルマン   |
| 浪川大輔     | UTAO               | ファンキー☆フィッシング | JAM packed TRAIN |
| KAmiYU       | 心の扉             | REASON                  | 太陽のシンパシー |
| 柿原徹也     | Call My Name       | Cheers!!                | String of pain   |
| 岡本信彦     | Sniper             |                         |                  |
| Trignal      | Darling            |                         |                  |
| 吉野裕行     | ドリームフラッグ   |                         |                  |

## イベント
| 出演日         | タイトル                                                                          | 会場                           |
| -------------- | --------------------------------------------------------------------------------- | ------------------------------ |
| 2011年7月16日  | キラキラ☆ビートフェスタ                                                           | 四ツ橋グランカフェ（大阪府）   |
| 2012年1月22日  | キラキラ☆ビートフェスタ                                                           | 全電通労働会館ホール（東京都） |
| 2012年7月15日  | Trignalのキラキラ☆ビートRフェスタin東京                                           | 科学技術館サイエンスホール     |
| 2012年12月16日 | Trignalのキラキラ☆ビートRフェスタin東京                                           | 代々木ヤマノホール             |
| 2013年1月13日  | Trignalのキラキラ☆ビートRフェスタin大阪                                           | 千里ライフセンターライフホール |
| 2013年5月26日  | Trignalのキラキラ☆ビートRフェスタin東京 （サプライズゲスト：岡本信彦）            | よみうりホール                 |
| 2013年5月26日  | Trignalのキラキラ☆ビートR ラジオCD 発売記念お渡し会イベント                       | よみうりホール                 |
| 2014年1月19日  | Trignalのキラキラ☆ビートRフェスタin東京                                           | 千駄ヶ谷・津田ホール           |
| 2014年10月12日 | Trignalのキラキラ☆ビートRフェスタin東京 2014 Autumn                               | 一ツ橋ホール                   |
| 2015年1月25日  | Trignalのキラキラ☆ビートRフェスタin仙台 2015 Winter                               | 仙台・電力ホール               |
| 2015年10月3日  | Trignalのキラキラ☆ビートRフェスタin東京 2015 Autumn                               | 一ツ橋ホール                   |
| 2016年4月17日  | Trignalのキラキラ☆ビートRフェスタin東京 2016 Spring                               | 一ツ橋ホール                   |
| 2016年12月10日 | Trignalのキラキラ☆ビートRフェスタin東京 2016 Winter                               | 品川ステラボール               |
| 2017年4月2日   | Trignalのキラキラ☆ビートRフェスタin東京 2017 Spring                               | よみうりホール                 |
| 2017年12月3日  | Trignalのキラキラ☆ビートRフェスタin仙台 2017 Winter                               | 仙台GIGS                       |
| 2018年7月1日   | Trignalのキラキラ☆ビートRフェスタin千葉 2018 Summer                               | 浦安市文化会館                 |
| 2019年1月20日  | Trignalのキラキラ☆ビートRフェスタin浜松 2019 Winter（夜の部ゲスト：アポロン山崎） | 浜松市浜北文化センター         |
| 2019年8月25日  | Trignalのキラキラ☆ビートRフェスタin東京 2019 Summer（夜の部ゲスト：上間月貴）     | 有楽町よみうりホール           |

## 関連商品

### ラジオCD
|                   | 発売日        | タイトル                                                                                   | 規格品番   | 規格品番  |
| アニメイト 限定盤 | 発売日        | タイトル                                                                                   | 通常盤     |           |
| ----------------- | ------------- | ------------------------------------------------------------------------------------------ | ---------- | --------- |
| 1st               | 2013年4月24日 | Trignalのキラキラ☆ビートR ラジオCD 2013 SPRING カレーなる食卓Curry Ready Go!!!             |            | FFCV-0020 |
| 2nd               | 2014年3月26日 | Trignalのキラキラ☆ビートR ラジオCD 2014 SPRING Hanami Ready Go!!!                          |            | FFCV-0033 |
| 3rd               | 2015年1月7日  | Trignalのキラキラ☆ビートR ラジオCD 2015 Winter 僕らのBBQ Meat Ready Go!!!                  | FFCV-0036A | FFCV-0036 |
| 4th               | 2016年1月8日  | Trignalのキラキラ☆ビートR ラジオCD Vol.4 オトナの社会科見学〜そうだ、日本刀を見に行こう!〜 | FFCV-0048  | FFCV-0049 |
| 5th               | 2020年春      | Trignalのキラキラ☆ビートR 2020 Spring                                                      | ANMA-1     |           |